# Cinquième circonscription de la Vendée
La cinquième circonscription de la Vendée est une division électorale française du département de la Vendée pour les élections législatives.
Pierre Henriet, siégeant au groupe Horizons, a été réélu dans le cadre de cette circonscription à la suite des élections de 2024.

## Histoire
La circonscription est créée par la loi du 11 juillet 1986 relative à l’élection des députés et autorisant le gouvernement à délimiter par ordonnance les circonscriptions électorales et celle du 24 novembre 1986 relative à la délimitation des circonscriptions pour l’élection des députés. Elle regroupe à l’origine les communes des cantons de Chaillé-les-Marais, La Châtaigneraie, Fontenay-le-Comte, L’Hermenault, Luçon, Maillezais, Saint-Hilaire-des-Loges et Sainte-Hermine,.
Comme les autres circonscriptions du département de la Vendée, elle n’est pas concernée par le découpage de circonscriptions législatives introduit par l’ordonnance du 29 juillet 2009 portant répartition des sièges et délimitation des circonscriptions pour l’élection des députés.
À la suite de la loi du 17 mai 2013 relative à l’élection des conseillers départementaux, des conseillers municipaux et des conseillers communautaires, et modifiant le calendrier électoral et du décret du 17 février 2014 portant délimitation des cantons dans le département de la Vendée,, le découpage des cantons ne correspond plus nécessairement aux limites des circonscriptions ; selon la décision dite « Hyest » du 21 mai 2014 du Conseil d’État, « aucun texte n’impose que les limites des cantons coïncident avec celles des arrondissements, ni avec celles d’autres circonscriptions électorales ou subdivisions administratives ». Depuis le 2 avril 2015, la circonscription recouvre donc l’intégralité des cantons de La Châtaigneraie, Fontenay-le-Comte et Luçon et partiellement celui de Mareuil-sur-Lay-Dissais.

Territoire de la cinquième circonscription depuis 1988
Découpage de 1986 (depuis 1988).

## Composition
| Nom                                 | Code Insee | Intercommunalité               | Superficie (km2) | Population (dernière pop. légale) | Densité (hab./km2) |
| ----------------------------------- | ---------- | ------------------------------ | ---------------- | --------------------------------- | ------------------ |
| L'Aiguillon-sur-Mer                 | 85001      | CC Sud Vendée Littoral         | 8,74             | 2 121 (2015)                      | 243                |
| Antigny                             | 85005      | CC du Pays-de-la-Châtaigneraie | 22,17            | 1 057 (2015)                      | 48                 |
| Auchay-sur-Vendée                   | 85009      | CC Pays-de-Fontenay-Vendée     | 21,16            | 1 122 (2015)                      | 53                 |
| Bazoges-en-Pareds                   | 85014      | CC du Pays-de-la-Châtaigneraie | 33,83            | 1 175 (2015)                      | 35                 |
| Benet                               | 85020      | CC Vendée-Sèvre-Autise         | 50,01            | 4 007 (2015)                      | 80                 |
| Bouillé-Courdault                   | 85028      | CC Vendée-Sèvre-Autise         | 9,73             | 571 (2015)                        | 59                 |
| Bourneau                            | 85033      | CC Pays-de-Fontenay-Vendée     | 16,36            | 747 (2015)                        | 46                 |
| Breuil-Barret                       | 85037      | CC du Pays de la Châtaigneraie | 14,74            | 653 (2015)                        | 44                 |
| La Caillère-Saint-Hilaire           | 85040      | CC Sud-Vendée-Littoral         | 15,28            | 1 112 (2015)                      | 73                 |
| Cezais                              | 85041      | CC du Pays-de-la-Châtaigneraie | 12,22            | 301 (2015)                        | 25                 |
| Chaillé-les-Marais                  | 85042      | CC Sud-Vendée-Littoral         | 39,96            | 1 922 (2015)                      | 48                 |
| Champagné-les-Marais                | 85049      | CC Sud-Vendée-Littoral         | 49,82            | 1 757 (2015)                      | 35                 |
| La Chapelle-aux-Lys                 | 85053      | CC du Pays de la Châtaigneraie | 10,56            | 251 (2015)                        | 24                 |
| La Chapelle-Thémer                  | 85056      | CC Sud-Vendée-Littoral         | 15,10            | 379 (2015)                        | 25                 |
| Chasnais                            | 85058      | CC Sud-Vendée-Littoral         | 10,77            | 724 (2015)                        | 67                 |
| La Châtaigneraie                    | 85059      | CC du Pays-de-la-Châtaigneraie | 7,94             | 2 536 (2015)                      | 319                |
| Cheffois                            | 85067      | CC du Pays-de-la-Châtaigneraie | 18,63            | 987 (2015)                        | 53                 |
| Damvix                              | 85078      | CC Vendée-Sèvre-Autise         | 11,66            | 750 (2015)                        | 64                 |
| Doix lès Fontaines                  | 85080      | CC Pays-de-Fontenay-Vendée     | 23,87            | 1 717 (2015)                      | 72                 |
| Faymoreau                           | 85087      | CC Vendée-Sèvre-Autise         | 10,99            | 214 (2015)                        | 19                 |
| Fontenay-le-Comte                   | 85092      | CC Pays-de-Fontenay-Vendée     | 34,05            | 13 640 (2015)                     | 401                |
| Foussais-Payré                      | 85094      | CC Pays-de-Fontenay-Vendée     | 34,42            | 1 099 (2015)                      | 32                 |
| Grues                               | 85104      | CC Sud-Vendée-Littoral         | 47,18            | 838 (2015)                        | 18                 |
| Le Gué-de-Velluire                  | 85105      | CC Sud-Vendée-Littoral         | 12,81            | 544 (2015)                        | 42                 |
| L’Hermenault                        | 85110      | CC Pays-de-Fontenay-Vendée     | 11,42            | 879 (2015)                        | 77                 |
| L’Île-d’Elle                        | 85111      | CC Sud-Vendée-Littoral         | 19,09            | 1 551 (2015)                      | 81                 |
| La Jaudonnière                      | 85115      | CC Sud-Vendée-Littoral         | 8,27             | 621 (2015)                        | 75                 |
| Lairoux                             | 85117      | CC Sud-Vendée-Littoral         | 13,19            | 611 (2015)                        | 46                 |
| Le Langon                           | 85121      | CC Pays-de-Fontenay-Vendée     | 23,74            | 1 076 (2015)                      | 45                 |
| Liez                                | 85123      | CC Vendée-Sèvre-Autise         | 8,38             | 274 (2015)                        | 33                 |
| Loge-Fougereuse                     | 85125      | CC du Pays-de-la-Châtaigneraie | 10,37            | 379 (2015)                        | 37                 |
| Longèves                            | 85126      | CC Pays-de-Fontenay-Vendée     | 11,72            | 1 314 (2015)                      | 112                |
| Luçon                               | 85128      | CC Sud-Vendée-Littoral         | 31,52            | 9 394 (2015)                      | 298                |
| Les Magnils-Reigniers               | 85131      | CC Sud-Vendée-Littoral         | 17,96            | 1 609 (2015)                      | 90                 |
| Maillé                              | 85132      | CC Vendée-Sèvre-Autise         | 17,66            | 768 (2015)                        | 43                 |
| Maillezais                          | 85133      | CC Vendée-Sèvre-Autise         | 20,33            | 973 (2015)                        | 48                 |
| Marillet                            | 85136      | CC du Pays-de-la-Châtaigneraie | 4,25             | 111 (2015)                        | 26                 |
| Marsais-Sainte-Radégonde            | 85137      | CC Pays-de-Fontenay-Vendée     | 14,77            | 531 (2015)                        | 36                 |
| Le Mazeau                           | 85139      | CC Vendée-Sèvre-Autise         | 8,23             | 461 (2015)                        | 56                 |
| Menomblet                           | 85141      | CC du Pays-de-la-Châtaigneraie | 20,95            | 646 (2015)                        | 31                 |
| Mervent                             | 85143      | CC Pays-de-Fontenay-Vendée     | 22,23            | 1 055 (2015)                      | 47                 |
| Montreuil                           | 85148      | CC Pays-de-Fontenay-Vendée     | 12,03            | 794 (2015)                        | 66                 |
| Moreilles                           | 85149      | CC Sud-Vendée-Littoral         | 19,68            | 387 (2015)                        | 20                 |
| Mouilleron-Saint-Germain            | 85154      | CC du Pays-de-la-Châtaigneraie | 28,40            | 1 835 (2015)                      | 65                 |
| Mouzeuil-Saint-Martin               | 85158      | CC Pays-de-Fontenay-Vendée     | 25,85            | 1 249 (2015)                      | 48                 |
| Nalliers                            | 85159      | CC Sud-Vendée-Littoral         | 33,61            | 2 315 (2015)                      | 69                 |
| Nieul-sur-l’Autise                  | 85162      | CC Vendée-Sèvre-Autise         | 22,74            | 1 293 (2015)                      | 57                 |
| L’Orbrie                            | 85167      | CC Pays-de-Fontenay-Vendée     | 9,63             | 804 (2015)                        | 83                 |
| Oulmes                              | 85168      | Vendée-Sèvre-Autise            | 9,29             | 832 (2015)                        | 90                 |
| Petosse                             | 85174      | CC Pays-de-Fontenay-Vendée     | 15,90            | 689 (2015)                        | 43                 |
| Pissotte                            | 85176      | CC Pays-de-Fontenay-Vendée     | 11,96            | 1 110 (2015)                      | 93                 |
| Le Poiré-sur-Velluire               | 85177      | Pays-de-Fontenay-Vendée        | 17,02            | 663 (2015)                        | 39                 |
| Pouillé                             | 85181      | CC Pays-de-Fontenay-Vendée     | 17,48            | 620 (2015)                        | 35                 |
| Puyravault                          | 85185      | CC Sud-Vendée-Littoral         | 17,07            | 682 (2015)                        | 40                 |
| Puy-de-Serre                        | 85184      | CC Vendée-Sèvre-Autise         | 13,81            | 321 (2015)                        | 23                 |
| La Réorthe                          | 85188      | CC Sud-Vendée-Littoral         | 23,88            | 1 101 (2015)                      | 46                 |
| Sainte-Radégonde-des-Noyers         | 85267      | CC Sud-Vendée-Littoral         | 31,13            | 895 (2015)                        | 29                 |
| Sainte-Hermine                      | 85223      | Sud-Vendée-Littoral            | 34,47            | 2 884 (2015)                      | 84                 |
| Saint-Aubin-la-Plaine               | 85199      | CC Sud-Vendée-Littoral         | 11,63            | 529 (2015)                        | 45                 |
| Saint-Cyr-des-Gâts                  | 85205      | CC Pays-de-Fontenay-Vendée     | 21,08            | 539 (2015)                        | 26                 |
| Saint-Denis-du-Payré                | 85207      | CC Sud-Vendée-Littoral         | 16,24            | 384 (2015)                        | 24                 |
| Saint-Étienne-de-Brillouet          | 85209      | CC Sud-Vendée-Littoral         | 18,93            | 590 (2015)                        | 31                 |
| Sainte-Gemme-la-Plaine              | 85216      | CC Sud-Vendée-Littoral         | 35,52            | 2 054 (2015)                      | 58                 |
| Saint-Hilaire-de-Voust              | 85229      | CC du Pays-de-la-Châtaigneraie | 18,86            | 633 (2015)                        | 34                 |
| Saint-Hilaire-des-Loges             | 85227      | CC Vendée-Sèvre-Autise         | 35,20            | 1 961 (2015)                      | 56                 |
| Saint-Jean-de-Beugné                | 85233      | Sud-Vendée-Littoral            | 13,36            | 597 (2015)                        | 45                 |
| Saint-Juire-Champgillon             | 85235      | CC Sud-Vendée-Littoral         | 20,75            | 404 (2015)                        | 19                 |
| Saint-Laurent-de-la-Salle           | 85237      | CC Pays-de-Fontenay-Vendée     | 19,22            | 363 (2015)                        | 19                 |
| Saint-Martin-des-Fontaines          | 85245      | CC Pays-de-Fontenay-Vendée     | 5,64             | 170 (2015)                        | 30                 |
| Saint-Maurice-des-Noues             | 85251      | CC du Pays-de-la-Châtaigneraie | 21,42            | 659 (2015)                        | 31                 |
| Saint-Martin-de-Fraigneau           | 85244      | CC Pays-de-Fontenay-Vendée     | 13,56            | 809 (2015)                        | 60                 |
| Saint-Martin-Lars-en-Sainte-Hermine | 85248      | CC Sud-Vendée-Littoral         | 18,81            | 414 (2015)                        | 22                 |
| Saint-Maurice-le-Girard             | 85252      | CC du Pays-de-la-Châtaigneraie | 11,42            | 594 (2015)                        | 52                 |
| Saint-Michel-en-l’Herm              | 85255      | CC Sud-Vendée-Littoral         | 54,80            | 2 362 (2015)                      | 43                 |
| Saint-Michel-le-Cloucq              | 85256      | CC Pays-de-Fontenay-Vendée     | 17,69            | 1 305 (2015)                      | 74                 |
| Saint-Pierre-du-Chemin              | 85264      | CC du Pays-de-la-Châtaigneraie | 29,65            | 1 343 (2015)                      | 45                 |
| Saint-Pierre-le-Vieux               | 85265      | CC Vendée-Sèvre-Autise         | 23,19            | 971 (2015)                        | 42                 |
| Saint-Sigismond                     | 85269      | CC Vendée-Sèvre-Autise         | 10,46            | 400 (2015)                        | 38                 |
| Saint-Sulpice-en-Pareds             | 85271      | CC du Pays-de-la-Châtaigneraie | 13,33            | 422 (2015)                        | 32                 |
| Saint-Valérien                      | 85274      | CC Pays-de-Fontenay-Vendée     | 14,30            | 524 (2015)                        | 37                 |
| Sérigné                             | 85281      | CC Pays-de-Fontenay-Vendée     | 18,69            | 981 (2015)                        | 52                 |
| La Taillée                          | 85286      | CC Sud-Vendée-Littoral         | 11,57            | 575 (2015)                        | 50                 |
| La Tardière                         | 85289      | CC du Pays de la Châtaigneraie | 20,48            | 1 307 (2015)                      | 64                 |
| Thiré                               | 85290      | CC Sud-Vendée-Littoral         | 11,60            | 567 (2015)                        | 49                 |
| Thouarsais-Bouildroux               | 85292      | CC du Pays-de-la-Châtaigneraie | 17,37            | 757 (2015)                        | 44                 |
| Triaize                             | 85297      | CC Sud-Vendée-Littoral         | 58,80            | 1 041 (2015)                      | 18                 |
| Velluire                            | 85299      | Pays-de-Fontenay-Vendée        | 9,58             | 684 (2015)                        | 71                 |
| Vix                                 | 85303      | CC Vendée-Sèvre-Autise         | 28,53            | 1 802 (2015)                      | 63                 |
| Vouillé-les-Marais                  | 85304      | CC Sud-Vendée-Littoral         | 9,14             | 770 (2015)                        | 84                 |
| Vouvant                             | 85305      | CC Pays-de-Fontenay-Vendée     | 20,20            | 860 (2015)                        | 43                 |
| Xanton-Chassenon                    | 85306      | CC Vendée-Sèvre-Autise         | 19,24            | 724 (2015)                        | 38                 |

## Historique des députations
| Législature | Début de mandat | Fin de mandat  | Député                             | Parti politique | Observations                                                                           |
| ----------- | --------------- | -------------- | ---------------------------------- | --------------- | -------------------------------------------------------------------------------------- |
| IXe         | 23 juin 1988    | 1er avril 1993 | Pierre Métais                      | PS              |                                                                                        |
| Xe          | 2 avril 1993    | 21 avril 1997  | Joël Sarlot                        | UDF             | Mandat écourté à la suite d'une dissolution parlementaire décidée par Jacques Chirac.  |
| XIe         | 12 juin 1997    | 18 juin 2002   | Joël Sarlot                        | UDF             |                                                                                        |
| XIIe        | 19 juin 2002    | 19 juin 2007   | Joël Sarlot                        | DL              |                                                                                        |
| XIIIe       | 20 juin 2007    | 19 juin 2012   | Joël Sarlot puis Dominique Souchet | MPF             | le second remplace depuis le 13 avril 2008 le premier, invalidé le 7 février 2008      |
| XIVe        | 20 juin 2012    | 20 juin 2017   | Hugues Fourage                     | PS              |                                                                                        |
| XVe         | 21 juin 2017    | 21 juin 2022   | Pierre Henriet                     | LREM            |                                                                                        |
| XVIe        | 22 juin 2022    | 9 juin 2024    | Pierre Henriet                     | LREM            | Mandat écourté à la suite d'une dissolution parlementaire décidée par Emmanuel Macron. |
| XVIIe       | 8 juillet 2024  | En cours       | Pierre Henriet                     | HOR             |                                                                                        |

## Historique des élections

### Élections de 1988
| Candidat       | Candidat                    | Parti           | Premier tour | Premier tour | Second tour | Second tour |  |
| Candidat       | Candidat                    | Parti           | Voix         | %            | Voix        | %           |  |
| -------------- | --------------------------- | --------------- | ------------ | ------------ | ----------- | ----------- |  |
|                | Pierre Métais sortant réélu | PS              | 24 818       | 48,09        | 28 055      | 50,62       |  |
|                | Monfort de Tinguy du Pouët  | UDF (CDS) (URC) | 22 305       | 43,22        | 27 369      | 49,38       |  |
|                | Jean Chataigner             | FN              | 2 515        | 4,87         |             |             |  |
|                | Raymond Pingault            | PCF             | 1 970        | 3,82         |             |             |  |
|                |                             |                 |              |              |             |             |  |
| Inscrits       | Inscrits                    | Inscrits        | 72 344       | 100,00       | 72 333      | 100,00      |  |
| Abstentions    | Abstentions                 | Abstentions     | 19 730       | 27,27        | 16 084      | 22,24       |  |
| Votants        | Votants                     | Votants         | 52 614       | 72,73        | 56 249      | 77,76       |  |
| Blancs et nuls | Blancs et nuls              | Blancs et nuls  | 1 006        | 1,91         | 825         | 1,47        |  |
| Exprimés       | Exprimés                    | Exprimés        | 51 608       | 98,09        | 55 424      | 98,53       |  |

Le suppléant de Pierre Métais était Bernard Vignaux, Républicain de Progrès, radiologue à Fontenay-le-Comte.

### Élections de 1993
| Candidat       | Candidat           | Parti          | Premier tour | Premier tour | Second tour | Second tour |  |
| Candidat       | Candidat           | Parti          | Voix         | %            | Voix        | %           |  |
| -------------- | ------------------ | -------------- | ------------ | ------------ | ----------- | ----------- |  |
|                | Joël Sarlot élu    | UDF (PR)       | 22 819       | 46,05        | 29 697      | 60,33       |  |
|                | Jean-Claude Remaud | PS (ADFP)      | 12 563       | 25,35        | 19 529      | 39,67       |  |
|                | Jean Chataigner    | FN             | 3 932        | 7,94         |             |             |  |
|                | Franck Plazanet    | Les Verts (EÉ) | 3 618        | 7,3          |             |             |  |
|                | Raymond Pingault   | PCF            | 2 610        | 5,27         |             |             |  |
|                | Daniel Le Mestre   | Divers droite  | 2 179        | 4,4          |             |             |  |
|                | Martine Alibert    | LT-LNÉ         | 1 828        | 3,69         |             |             |  |
|                |                    |                |              |              |             |             |  |
| Inscrits       | Inscrits           | Inscrits       | 73 589       | 100,00       | 73 580      | 100,00      |  |
| Abstentions    | Abstentions        | Abstentions    | 20 435       | 27,77        | 21 320      | 28,98       |  |
| Votants        | Votants            | Votants        | 53 154       | 72,23        | 52 260      | 71,02       |  |
| Blancs et nuls | Blancs et nuls     | Blancs et nuls | 3 605        | 6,78         | 3 034       | 5,81        |  |
| Exprimés       | Exprimés           | Exprimés       | 49 549       | 93,22        | 49 226      | 94,19       |  |

La suppléante de Joël Sarlot était Maryvonne Blohorn, de Fontenay-le-Comte.

### Élections de 1997
| Candidat       | Candidat                  | Parti          | Premier tour | Premier tour | Second tour | Second tour |  |
| Candidat       | Candidat                  | Parti          | Voix         | %            | Voix        | %           |  |
| -------------- | ------------------------- | -------------- | ------------ | ------------ | ----------- | ----------- |  |
|                | Joël Sarlot sortant réélu | UDF (PR)       | 21 357       | 42,87        | 27 803      | 52,33       |  |
|                | Jean-Claude Remaud        | PS             | 17 259       | 34,64        | 25 330      | 47,67       |  |
|                | Jean Chataigner           | FN             | 4 444        | 8,92         |             |             |  |
|                | Raymond Pingault          | PCF            | 2 980        | 5,98         |             |             |  |
|                | Franck Plazanet           | Les Verts      | 2 475        | 4,97         |             |             |  |
|                | Michel Sage               | MÉI            | 1 307        | 2,62         |             |             |  |
|                |                           |                |              |              |             |             |  |
| Inscrits       | Inscrits                  | Inscrits       | 73 500       | 100,00       | 73 498      | 100,00      |  |
| Abstentions    | Abstentions               | Abstentions    | 19 960       | 27,16        | 17 484      | 23,79       |  |
| Votants        | Votants                   | Votants        | 53 540       | 72,84        | 56 014      | 76,21       |  |
| Blancs et nuls | Blancs et nuls            | Blancs et nuls | 3 718        | 6,94         | 2 881       | 5,14        |  |
| Exprimés       | Exprimés                  | Exprimés       | 49 822       | 93,06        | 53 133      | 94,86       |  |

Le suppléant de Joël Sarlot était Antoine Priouzeau, agriculteur-éleveur, membre de la Chambre d'agriculture, Président du conseil d'administration du lycée agricole de Luçon-Pétré.

### Élections de 2002
|                | Joël Sarlot sortant réélu | DL                       | 26 256 | 52,23  |  |  |  |
|                | Jean Coirier              | Les Verts (PS)           | 9 006  | 17,92  |  |  |  |
|                | Jean-Claude Remaud        | Divers gauche (diss. PS) | 8 029  | 15,97  |  |  |  |
|                | Christiane Vrignaud       | FN                       | 2 790  | 5,55   |  |  |  |
|                | Erika Locteau             | CPNT                     | 1 812  | 3,6    |  |  |  |
|                | Michèle Tricoire          | PCF                      | 1 161  | 2,31   |  |  |  |
|                | Monique Marmaros          | LO                       | 790    | 1,57   |  |  |  |
|                | Jacques Périssé           | MNR                      | 423    | 0,84   |  |  |  |
|                |                           |                          |        |        |  |  |  |
| Inscrits       | Inscrits                  | Inscrits                 | 76 612 | 100,00 |  |  |  |
| Abstentions    | Abstentions               | Abstentions              | 25 205 | 32,9   |  |  |  |
| Votants        | Votants                   | Votants                  | 51 407 | 67,1   |  |  |  |
| Blancs et nuls | Blancs et nuls            | Blancs et nuls           | 1 140  | 2,22   |  |  |  |
| Exprimés       | Exprimés                  | Exprimés                 | 50 267 | 97,78  |  |  |  |

Le suppléant de Joël Sarlot était Antoine Priouzeau.

### Élections de 2007
|                | Joël Sarlot sortant réélu | Divers droite  | 25 822 | 52,12  |  |  |  |
|                | Claudette Boutet          | PS             | 7 921  | 15,99  |  |  |  |
|                | Jean-Claude Remaud        | PRG            | 4 495  | 9,07   |  |  |  |
|                | Jean Coirier              | Les Verts      | 2 950  | 5,95   |  |  |  |
|                | Thierry Hardouin          | UDF–MoDem      | 2 938  | 5,93   |  |  |  |
|                | Philippe Terroire         | Extrême gauche | 1 434  | 2,89   |  |  |  |
|                | Dominique Bouhier         | CPNT           | 1 218  | 2,46   |  |  |  |
|                | Thérèse Gaborit           | FN             | 1 129  | 2,28   |  |  |  |
|                | Maryse Lepron             | LO             | 544    | 1,1    |  |  |  |
|                | Philippe Charreyron       | MÉI            | 467    | 0,94   |  |  |  |
|                | Claude Quintyn            | Divers         | 320    | 0,65   |  |  |  |
|                | Anne-Marie Petit          | MNR            | 307    | 0,62   |  |  |  |
|                | Nathalie Souyri           | Divers         | 0      | 0      |  |  |  |
|                |                           |                |        |        |  |  |  |
| Inscrits       | Inscrits                  | Inscrits       | 79 289 | 100,00 |  |  |  |
| Abstentions    | Abstentions               | Abstentions    | 28 556 | 36,02  |  |  |  |
| Votants        | Votants                   | Votants        | 50 733 | 63,98  |  |  |  |
| Blancs et nuls | Blancs et nuls            | Blancs et nuls | 1 188  | 2,34   |  |  |  |
| Exprimés       | Exprimés                  | Exprimés       | 49 545 | 97,66  |  |  |  |

Début 2008, Joël Sarlot, député sortant, a été déclaré démissionnaire d'office par le Conseil constitutionnel pour cause de comptes de campagne non conformes.

### Élection partielle de 2008
Une élection législative partielle est donc organisée.
| Candidat       | Candidat               | Parti          | Premier tour | Premier tour | Second tour | Second tour |  |
| Candidat       | Candidat               | Parti          | Voix         | %            | Voix        | %           |  |
| -------------- | ---------------------- | -------------- | ------------ | ------------ | ----------- | ----------- |  |
|                | Dominique Souchet élu  | MPF            | 17 758       | 53,34        | 19 119      | 59,50       |  |
|                | Daniel David           | PS             | 10 438       | 31,35        | 13 012      | 40,50       |  |
|                | Sandra Cappi           | MoDem          | 2 481        | 7,45         |             |             |  |
|                | Philippe Terroire      | Extrême gauche | 1 760        | 5,29         |             |             |  |
|                | Jean-Marie Dieulangard | FN             | 858          | 2,58         |             |             |  |
|                |                        |                |              |              |             |             |  |
| Inscrits       | Inscrits               | Inscrits       | 79 620       | 100,00       | 79 615      | 100,00      |  |
| Abstentions    | Abstentions            | Abstentions    | 45 684       | 57,38        | 46 836      | 58,83       |  |
| Votants        | Votants                | Votants        | 33 936       | 42,62        | 32 779      | 41,17       |  |
| Blancs et nuls | Blancs et nuls         | Blancs et nuls | 641          | 1,89         | 648         | 1,98        |  |
| Exprimés       | Exprimés               | Exprimés       | 33 295       | 98,11        | 32 131      | 98,02       |  |

### Élections de 2012
| Candidat                                      | Candidat                  | Parti          | Premier tour | Premier tour | Second tour | Second tour |  |
| Candidat                                      | Candidat                  | Parti          | Voix         | %            | Voix        | %           |  |
| --------------------------------------------- | ------------------------- | -------------- | ------------ | ------------ | ----------- | ----------- |  |
|                                               | Hugues Fourage élu        | PS             | 17 461       | 35,71        | 24 733      | 51,44       |  |
|                                               | Joël Sarlot               | UMP            | 13 519       | 27,65        | 23 348      | 48,56       |  |
|                                               | Dominique Souchet sortant | MPF            | 8 755        | 17,90        |             |             |  |
|                                               | Jean-Claude Pasquier      | FN             | 3 913        | 8,00         |             |             |  |
|                                               | Michèle Tricoire          | FG (PCF)       | 1 945        | 3,98         |             |             |  |
|                                               | Tony Demeurant            | EÉLV           | 1 720        | 3,52         |             |             |  |
|                                               | Béatrice Moinard          | MoDem          | 1 305        | 2,67         |             |             |  |
|                                               | Marie-Claude Rambaud      | LO             | 279          | 0,57         |             |             |  |
|                                               |                           |                |              |              |             |             |  |
| Inscrits                                      | Inscrits                  | Inscrits       | 80 539       | 100,00       | 80 641      | 100,00      |  |
| Abstentions                                   | Abstentions               | Abstentions    | 30 804       | 38,25        | 31 043      | 38,5        |  |
| Votants                                       | Votants                   | Votants        | 49 735       | 61,75        | 49 598      | 61,5        |  |
| Blancs et nuls                                | Blancs et nuls            | Blancs et nuls | 838          | 1,68         | 1 517       | 3,06        |  |
| Exprimés                                      | Exprimés                  | Exprimés       | 48 897       | 98,32        | 48 081      | 96,94       |  |
| Source : Ministère de l'Intérieur et Le Monde |                           |                |              |              |             |             |  |

### Élection de 2017
|                                                                            |                                                            |                           |                           |                          |                          |
|                                                                            |                                                            | Premier tour 11 juin 2017 | Premier tour 11 juin 2017 | Second tour 18 juin 2017 | Second tour 18 juin 2017 |
|                                                                            |                                                            |                           |                           |                          |                          |
|                                                                            |                                                            | Nombre                    | % des inscrits            | Nombre                   | % des inscrits           |
| Inscrits                                                                   | Inscrits                                                   | 81 461                    | 100,00                    | 81 455                   | 100,00                   |
| Abstentions                                                                | Abstentions                                                | 37 551                    | 46,10                     | 43 953                   | 53,96                    |
| Votants                                                                    | Votants                                                    | 43 910                    | 53,90                     | 37 502                   | 46,04                    |
|                                                                            |                                                            |                           | % des votants             |                          | % des votants            |
| Bulletins blancs                                                           | Bulletins blancs                                           | 770                       | 1,75                      | 2 602                    | 6,94                     |
| Bulletins nuls                                                             | Bulletins nuls                                             | 358                       | 0,82                      | 1 169                    | 3,12                     |
| Suffrages exprimés                                                         | Suffrages exprimés                                         | 42 782                    | 97,43                     | 33 731                   | 89,94                    |
|                                                                            |                                                            |                           |                           |                          |                          |
| Étiquette politique                                                        | Étiquette politique                                        | Voix                      | % des exprimés            | Voix                     | % des exprimés           |
|                                                                            |                                                            |                           |                           |                          |                          |
|                                                                            | Pierre Henriet La République en marche                     | 13 740                    | 32,12                     | 17 999                   | 53,36                    |
|                                                                            | Hugues Fourage (député sortant) Parti socialiste           | 8 400                     | 19,63                     | 15 732                   | 46,64                    |
|                                                                            | Jean-Michel Lalère Les Républicains                        | 8 247                     | 19,28                     |                          |                          |
|                                                                            | Gérald Oberweis Front national                             | 4 390                     | 10,26                     |                          |                          |
|                                                                            | Pierre Cotron La France insoumise                          | 3 925                     | 9,17                      |                          |                          |
|                                                                            | Ghislaine Rautureau Europe Écologie Les Verts              | 1 163                     | 2,72                      |                          |                          |
|                                                                            | Olivier Boisseau Divers droite (Les Républicains diss.)    | 897                       | 2,10                      |                          |                          |
|                                                                            | Pascal Souchard Debout la France                           | 733                       | 1,71                      |                          |                          |
|                                                                            | Mélody Barthélémy Parti communiste français                | 522                       | 1,22                      |                          |                          |
|                                                                            | Loïc du Pontavice Divers droite (Parti chrétien-démocrate) | 303                       | 0,71                      |                          |                          |
|                                                                            | Emmanuelle Gardair Lutte ouvrière                          | 288                       | 0,67                      |                          |                          |
|                                                                            | Colette Pissard Divers (Union populaire républicaine)      | 167                       | 0,39                      |                          |                          |
|                                                                            | Michel Sage Divers                                         | 7                         | 0,02                      |                          |                          |
| Source : Ministère de l'Intérieur - Cinquième circonscription de la Vendée |                                                            |                           |                           |                          |                          |

### Élections de 2022
| Résultats des élections législatives des 12 et 19 juin 2022 de la 5e circonscription de Vendée |                          |                          |              |              |             |             |
| Candidat                                                                                       | Candidat                 | Parti et coalition       | Premier tour | Premier tour | Second tour | Second tour |
| Candidat                                                                                       | Candidat                 | Parti et coalition       | Voix         | %            | Voix        | %           |
|                                                                                                | Pierre Henriet           | LREM (ENS)               | 15 353       | 37,39        | 22 296      | 60,94       |
|                                                                                                | Isabelle Magnin          | RN                       | 8 618        | 20,99        | 14 291      | 39,06       |
|                                                                                                | Timothée Thibaud-Lalère  | LFI (NUPES)              | 8 261        | 20,12        |             |             |
|                                                                                                | Yveline Thibaud          | LR (UDC)                 | 4 385        | 10,68        |             |             |
|                                                                                                | Sandrine Delatre         | REC                      | 1 720        | 4,19         |             |             |
|                                                                                                | Pierre Perroy            | LMR                      | 853          | 2,08         |             |             |
|                                                                                                | Béatrice Ruault          | LO                       | 744          | 1,81         |             |             |
|                                                                                                | Jacqueline Legentilhomme | DLF (UPF)                | 710          | 1,73         |             |             |
|                                                                                                | Benjamin Debout          | PA                       | 414          | 1,01         |             |             |
|                                                                                                | Jordi Jimenez            | POID                     | 0            | 0,00         |             |             |
| Votes valides                                                                                  | Votes valides            | Votes valides            | 41 058       | 97,31        | 36 587      | 91,53       |
| Votes blancs                                                                                   | Votes blancs             | Votes blancs             | 770          | 1,82         | 2 497       | 6,25        |
| Votes nuls                                                                                     | Votes nuls               | Votes nuls               | 367          | 0,87         | 887         | 2,22        |
| Total                                                                                          | Total                    | Total                    | 42 195       | 100          | 39 971      | 100         |
| Abstention                                                                                     | Abstention               | Abstention               | 41 913       | 49,83        | 44 148      | 52,48       |
| Inscrits / participation                                                                       | Inscrits / participation | Inscrits / participation | 84 108       | 50,17        | 84 119      | 47,52       |

### Élections de 2024
| Résultats des élections législatives des 30 juin et 7 juillet 2024 de la 5e circonscription de la Vendée |                          |                          |                          |              |              |             |             |
| Candidat                                                                                                 | Candidat                 | Parti et coalition       | Nuance                   | Premier tour | Premier tour | Second tour | Second tour |
| Candidat                                                                                                 | Candidat                 | Parti et coalition       | Nuance                   | Voix         | %            | Voix        | %           |
| | Stéphane Buffetaut       | Rassemblement national   | RN                       | 21 309       | 37,87        | 23 721      | 42,51       |
| | Pierre Henriet           | Horizons                 | ENS                      | 19 606       | 34,84        | 32 085      | 57,49       |
| | Pierre-Hugues Fourage    | Parti socialiste (NFP)   | UG                       | 11 321       | 20,12        | Retrait     | Retrait     |
| | Marius Galand            | Les Républicains         | LR                       | 2 633        | 4,68         |             |             |
| | Sonia Le Theix           | Debout la France         | DSV                      | 742          | 1,32         |             |             |
| | Béatrice Ruault          | Lutte ouvrière           | EXG                      | 659          | 1,17         |             |             |
| Votes valides                                                                                            | Votes valides            | Votes valides            | Votes valides            | 56 270       | 97,05        | 55 806      | 95,44       |
| Votes blancs                                                                                             | Votes blancs             | Votes blancs             | Votes blancs             | 1 073        | 1,85         | 1 874       | 3,20        |
| Votes nuls                                                                                               | Votes nuls               | Votes nuls               | Votes nuls               | 639          | 1,10         | 792         | 1,35        |
| Total | Total                    | Total                    | Total                    | 57 982       | 100          | 58 472      | 100         |
| Abstention                                                                                               | Abstention               | Abstention               | Abstention               | 26 026       | 30,98        | 25 521      | 30,38       |
| Inscrits / participation                                                                                 | Inscrits / participation | Inscrits / participation | Inscrits / participation | 84 008       | 69,02        | 83 993      | 69,62       |